# Operação PBFORTUNE
Operação PBFORTUNE, também conhecida como Operação FORTUNE, foi uma operação secreta dos Estados Unidos para depor o presidente guatemalteco eleito democraticamente, Jacobo Árbenz, em 1952. A operação foi autorizada pelo presidente dos Estados Unidos Harry Truman e planejada pela Agência Central de Inteligência (CIA). A United Fruit Company havia pressionado intensamente  pela deposição porque a reforma agrária histórica implementada por Árbenz ameaçava seus interesses econômicos. A tentativa de golpe também foi motivada pelos temores dos Estados Unidos de que o governo de Árbenz estava sendo influenciado pelos comunistas. Isso envolveu o fornecimento de armas para o oficial militar guatemalteco exilado Carlos Castillo Armas, que deveria liderar uma invasão a partir da Nicarágua. O golpe foi planejado com o conhecimento e o apoio de Anastasio Somoza García, Rafael Leonidas Trujillo e Marcos Pérez Jiménez, os ditadores de direita da Nicarágua, República Dominicana e Venezuela, respectivamente, bem como a United Fruit Company. No entanto, o Departamento de Estado dos Estados Unidos descobriu que os detalhes do plano tornaram-se amplamente conhecidos. O secretário de Estado dos Estados Unidos Dean Acheson, estava receoso com o fato de que a tentativa de golpe prejudicasse a imagem dos Estados Unidos, que se comprometeu com uma política de não intervenção, e assim encerrou a operação. A Operação PBFORTUNE foi um precursor da Operação PBSUCCESS, a operação secreta que depôs Árbenz e finalizou a Revolução Guatemalteca em 1954.